# Пиньский, Ян
Ян Здзислав Пиньский (пол. Jan Zdzisław Piński; род. 20 марта 1979, Варшава) — польский шахматист, международный мастер (1999).

## Спортивные достижения
| Год  | Город          | Турнир                | + | − | = | Результат | Место |
| ---- | -------------- | --------------------- | - | - | - | --------- | ----- |
| 1999 | Поляница-Здруй | 56-й чемпионат Польши | 2 | 5 | 6 | 5 из 13   | 11    |

## Публикации
- Sicilian Kalashnikov (ISBN 1-85744-257-1), в соавторстве с Якобом Огором, Everyman Chess, 2001
- Classical Dutch (ISBN 1-85744-307-1), Everyman Chess, 2002
- The Four Knights (ISBN 1-85744-311-X), Everyman Chess, 2003
- The Two Knights Defence (ISBN 1-85744-283-0), Everyman Chess, 2004
- Italian Game and Evans Gambit (ISBN 185744373X), Everyman Chess, 2005
- The Benko Gambit (ISBN 9197524387), Quality Chess, 2005
- Atak f3!? w obronie Caro-Kann (ISBN 83-86407-48-4), в соавторстве с (пол. Rafał Przedmojski), 2001
- Szybki kurs debiutów (ISBN 83-86407-38-7), в соавторстве с (пол. Jerzy Konikowski)[3]
- Marsz Niepodległości, anatomia kłamstwa (ISBN 978-83-62908-19-6), Wydawnictwo Penelopa Sp. z o.o., 2011, редакция